# Macrostemum bifenestratum
Macrostemum bifenestratum là một loài Trichoptera thuộc họ Hydropsychidae. Chúng phân bố ở miền Ấn Độ - Mã Lai.